# Türkendorf
Türkendorf, niedersorbisch Zakrjow, ist ein Ortsteil der Stadt Spremberg im brandenburgischen Landkreis Spree-Neiße. Bis zur Eingemeindung in die Stadt Spremberg zum Ende des Jahres 2002 war Türkendorf eine selbständige Gemeinde.

## Lage
Türkendorf liegt ungefähr sechs Kilometer östlich der Stadt Spremberg und ist über die B156 mit ihr verbunden. Ein Abzweig von der Bundesstraße innerhalb von Groß Luja (Bloischdorfer Straße) führt durch Türkendorf hindurch weiter nach Bloischdorf.
Die Gemarkung von Türkendorf grenzt im Nordwesten und Norden an Groß Luja, im Osten an Bloischdorf, im Süden an Graustein und im Westen an die Stadtgemarkung von Spremberg. Der Ortskern liegt auf 120 m ü. NHN. Höchster Punkt der Gemarkung ist der 148 m ü. NHN hohe Mühlberg. Der tiefste Punkt liegt im nördlichen Teil der Gemarkung nahe bei Bloischdorf-Kolonie mit 114 m ü. NHN.
Zum Ortsteil gehört auch der offizielle Wohnplatz Ausbau Türkendorf (Zakrjojske Wutwaŕki) sowie der inoffizielle Wohnplatz Mühlberg.

## Geschichte
Türkendorf wird in einer Urkunde vom 25. Januar 1467 erstmals als Terkendorf genannt. Der Ort wurde 1527 als Torckendorf und 1576 als Terckendorf bezeichnet. Aufgrund der späten Nennung ist eine sichere Deutung des Namens nicht möglich. Der Ortsname soll nach der Homepage der Stadt Spremberg nicht auf Türken verweisen, sondern soll möglicherweise von „Thüringern“ abgeleitet sein, was aufgrund der Etymologie allerdings wenig wahrscheinlich erscheint. Der Beiname (Terken-/Torken-/Türken-) kann beispielsweise von einem Personennamen, einer Lagebezeichnung, einer Herkunft oder Adelsgeschlecht abgeleitet sein. Die Tork/Torck beispielsweise waren ein westfälisches Uradelsgeschlecht. Allerdings ist auch hier die Herkunft des Namens umstritten. Ernst Hähnisch leitet den Namen von dem niederdeutschen Kosename Dierke, Dirke, Dirk zu Dietrich ab. Für den sorbischen Ortsnamen „Zakrjow“ kommt als deutsche Bezeichnung etwa „hinter dem Strauch“ oder „mit Gesträuchen besetzt“ in Betracht. Nach der Dorfstruktur handelt es sich um ein breites Gassendorf.

### 15. und 16. Jahrhundert
1467 war Nickel von Zigelheen (Ziegelheim) in Türkendorf (Terkendorf) ansässig. Er bat in diesem Jahr den Herrn von Spremberg, Otto von Kittlitz, um Erlaubnis, dass er ein Schock Geld jährlichen Zinses zu Türkendorf dem Johann Swofhern, Lehrer der geistlichen Rechte und Pfarrer von Cottbus, auf Wiederkauf verkaufen durfte. Bis 1526 waren die von Reichenbach in den Besitz von Türkendorf gekommen. Nach dem Tod König Ludwigs II. 1526 in der Schlacht bei Mohács und dem Wechsel in manu dominante erhielten die Brüder Joachim und Lorenz von Reichenbach einen neuen Lehensbrief und mussten den Lehnseid auf dem neuen böhmischen König Ferdinand I. ablegen. Im Lehensbrief erhielten sie ihre bisherigen Besitzungen im Dorf Bühlow, ihre Mühle mit zwei Rädern bei Sellessen gelegen, das Dorf Türkendorf mit dem Rittersitz und dem Vorwerk und neun Bauern in Klein Loitz sowie alles, das sie vor alders daselbst gehabt laut Ihrer vorigen Lehensbriefe. Die Brüder Christoph und Georg von Reichenbach besaßen auch das benachbarte Lieskau und Kromlau (bei Bad Muskau), die Lehen des schlesischen Herzogtum Sagan waren. Das Verwandtschaftsverhältnis des Christoph und Georg von Reichenbach zu den Brüdern Joachim und Lorenz von Reichenbach ist allerdings nicht gesichert.
Türkendorf war jedoch 1527 nicht im Vollbesitz der von Reichenbach, denn die Brüder Wolf und Siegmund von Haferland zu Groß Luja hatten 1527 im Dorf ein Schock Geld zu Lehn. Außerdem waren zwei Bauern mit je einer Hufe in anderem Besitz und kamen schließlich an das Amt Spremberg. In den späteren Quellen werden sie daher als Amtsbauern bezeichnet.

### Die zwei Amtsbauern – Der Anteil des Amtes Spremberg
1564 war Hans von Tschammer im Besitz der Abgaben von zwei Bauern in Türkendorf mit Namen Coßatz und Bainischke (mit je einer Hufe), die er bereits von seinem Vater geerbt hatte. 1564 hatte er allerdings einen Rechtsstreit mit den Brüdern von Kracht, die ihm diese Abgaben bestritten. Er scheint aber den Prozess gewonnen zu haben, denn seine Witwe Margarethe von Buxdorf verpachtete diese Abgaben 1586 zusammen mit anderen Lehnstücken für drei Jahre an Nicol von Seidlitz in Bloischdorf. 1599 belehnte Heinrich Anselm Freiherr von Promnitz, Landvogt der Niederlausitz die unmündigen Karl, Siegmund und Seyfried, Söhne des verstorbenen Karl von Kittlitz auf Spremberg, mit dem vom Vater ererbten Lehnstücken, u. a. auch mit zwei Bauern in Türkendorf. Diese zwei Bauern (bzw. deren Abgaben) gingen mit Erwerb der Herrschaft Spremberg durch den damaligen sächsisch-merseburgischen Landesherrn Christian I. an das Amt Spremberg über. Sie hießen danach die zwei Amtsbauern. 1734 hatte der damalige Ortsherr Friedrich Erdmann von Rackel Streitigkeiten mit dem Amtsbauern Georg Marckus wegen der Verdämmung eines Wasserlaufes. 1804/08 beantragte der damalige Besitzer des Rittergutes Türkendorf auf Einverleibung der beiden Spremberger Amtsbauern Kuschka und Marins in den Gutsbezirk Türkendorf und damit auch die Übertragung der Gerichtsbarkeit über die beiden Bauern auf das Rittergut. Dies wurde ganz offensichtlich abgelehnt, denn erst 1850/52 wurden die Reallasten der beiden Amtsbauern Markus und Koschker abgelöst.

### Geschichte des Rittergutes und Dorfgeschichte
1538 fielen die zum Herzogtum Sagan gehörenden Reichenbach’schen Güter Lieskau und Kromlau heim, sicherlich traf das auch für ihre Güter in Niederlausitz zu. 1539 belehnte Herzog Heinrich von Sagan (und Sachsen) den Dr. Georg Kommerstedt mit Lieskau und Kromlau, der sie 1540 weiter an Philipp von Kracht auf Strega veräußerte. Dr. Kommerstädt konnte auch die böhmischen Lehen der von Reichenbach Türkendorf und einen Anteil an Klein Loitz erwerben. Diese beiden Lehnstücke verkaufte er 1541 (1540?) ebenfalls an Philipp von Kracht weiter. Er erhielt noch 1541 den Lehnbrief für den Anteil Klein Loitz und Türkendorf. Philipp von Kracht war mit Ursula von Sparr verheiratet, der er 1542 ein Leibgedinge vermachte. Das Paar hatte die drei Söhne Bartusch, Heinrich und Caspar.
In der Erbteilung mit seinen Brüdern Heinrich und Caspar war Bartusch von Kracht der Anteil an Klein Loitz und Türkendorf zugefallen, mit denen er 1577 belehnt wurde. Er wird 1576 auch als Besitzer von Lieskau genannt. Bartusch scheint aber keine männlichen Leibeserben gehabt zu haben, denn ihm folgten seine Neffen Philipp, Christoph, Bartusch, Alexander und Rufus/Rudolf, die Söhne seines Bruders Heinrich nach; 1597 erhielten sie einen (Gesamt-)Lehnbrief. Mitbelehnt waren die Söhne seines Bruders Caspar: Eustach, Caspar, Ernst und Hans Georg.

### 17. Jahrhundert
Türkendorf und die Anteile an Klein Loitz fielen 1605 in der brüderlichen Teilung an Rufus, der schon 1609 ohne Erben starb. Nach erneuter Erbteilung kam Türkendorf mit dem Anteil Klein Loitz an Bartusch von Kracht. ihm gehörte auch Klein Kölzig (Gemeinde Neiße-Malxetal), und er besaß auch das benachbarte Lieskau, ein Lehen des Herzogtum Sagan in Schlesien, das er 1611 verkaufte. Bartusch von Kracht war mit Ursula von Schütz adH Roitz verheiratet.
Bartusch von Kracht wurde von seinem Sohn Philipp Heinrich (* 1611) beerbt. Dieser war zweimal verheiratet; in erster Ehe mit Ursula Brigitte von Kracht adH Strega († 1645) und in zweiter Ehe mit Barbara Sofie von Berger adH. Jämlitz. Philipp Heinrich verkaufte die beiden Anteile von Klein Loitz 1635 und 1647. Er ist am 1. Januar 1647 gestorben. 1650 werden fünf Bauern in Türkendorf genannt, 1668 sind es vier Bauern, vier Gärtner und uwei Büdner. Erbe von Türkendorf war der Sohn Bartusch Heinrich (1653-nach 1714) aus der zweiten Ehe, der am 13. Juli 1674 den Lehnseid leistete. Bartusch Heinrich von Kracht bekleidete die Position eines sächsisch-merseburgischen Rates und war Landesältester des Sprembergischen Kreises. Er besaß außerdem seit 1703 den brandenburgischen Anteil von Gahry und Jehsern. Auch er war zweimal verheiratet, in erster Ehe mit Anna Margerethe von Pannwitz adH. Hornow, Tochter des Adolf von Pannwitz auf Hornow, Bagenz, ½Welsickendorf und Wadelsdorf, und der Helene Marianne von Loeben, und in zweiter Ehe mit Eleonore Tugendreich von Wiedebach. Erbe war der einzige überlebende Sohn Gottlob Heinrich von Kracht (* 1690; † 1765).

### 18. Jahrhundert
1708 wohnten in Türken, außer der Gutsbesitzerfamilie, vier Bauern(-Familien), vier Halbbauern und vier Büdner. Gottlob Heinrich von Kracht kaufte 1715 den Ort Klinge im Cottbusischen Kreis von Christoph Ernst von Kracht. 1729 erwarb er für 7.150 Taler das Dorf Gosda (ebenfalls im Cottbusischen Kreis) mit Rittersitz, Schäferei, Mühle usw. von Sofie Juliane von Pannwitz verw. von Schönfeldt, geb. von Pfuel. Gottlob Heinrich war dreimal verheiratet, in erster Ehe mit Eva Marianne von List, in zweiter Ehe mit Christiane von Wiedebach adH. Kanig und in dritter Ehe mit Eleonore Tugendreich von Bibra. Anschließend oder stattdessen muss er Türkendorf verpfändet oder auf Wiederkauf an seinen Schwager verkauft haben. 1718 werden sieben Hüfner, sieben Kossäten und vier Häusler erwähnt, das Dorf wurde mit 900 Talern Schatzung veranschlagt. Die zwei Amtsbauern wurden separat mit 200 Talern veranschlagt.
1734 war nämlich Friedrich Erdmann von Rackel († 26. September 1748) auf Schönaich (und Quolsdorf) im Besitz von Türkendorf. Er war mit Christiane Erdmuth von Kracht, Tochter des Bartusch Heinrich von Kracht, verheiratet. Er hatte in diesem Jahr Streitigkeiten mit dem Amtsbauern Georg Marckus wegen der Verdämmung eines Wasserlaufes. 1739 klagten Christian Kuschkor und Konsorten zu Türkendorf gegen Friedrich Erdmann von Rackel.
Zwischen 1740 und 1745 kam es zum Streit zwischen Anna Sofie Marie von Kracht geb. Klinckebeil von Grünewald, der Witwe des Caspar Heinrich von Kracht auf Groß Oßnig und Klinge und Heinrich Erdmann von Rackel (der mitbelehnte Bruder von Friedrich Erdmann?). Dieser verweigerte die Lehnsauflassung von Türkendorf aufgrund noch ausstehender Kaufgelder. Der Kauf kam schließlich doch noch zustande. Anna Sofie Marie von Kracht ließ am 21. September 1745 den Lehneid durch ihren Bruder Heinrich Klinckebeil von Grünewald ablegen. Am 18. Mai 1746 übertrug sie ihrem Sohn Caspar Heinrich von Kracht Türkendorf, ließ sich aber 11.000 Taler Kaufgeld auf das Gut eintragen. Caspar Heinrich hatte am 6. März 1737 Charlotte Sofie von Seydewitz adH. Oberhelmsdorf geheiratet. Aus der Ehe gingen ein Sohn Karl Heinrich und drei Töchter Anna Eleonore, Christiane Charlotte und Helene Sofie hervor. In der geschwisterlichen Teilung überließ Karl Heinrich seinen drei Schwestern Türkendorf. Sie bestimmten Johann Friedrich von Trosky zu Bohsdorf zu ihrem Lehensträger, der am 6. Februar 1765 den Lehenseid ablegte. 1755 betrug die durchschnittliche Ernte in Dresdner Scheffel: 262 Scheffel Korn, 12 Scheffel Gerste, 192 Scheffel Hafer, ½ Scheffel Erbsen, 63 Scheffel Heidekorn (= Buchweizen) und 2¼ Scheffel Lein.
Später kam das Gut in den Besitz eines Carl August von Kracht. Es ist unklar, in welchem Verwandtschaftsverhältnis er zu den drei Schwestern geb. Kracht stand. Er verkaufte Türkendorf an Margarethe Elisabeth von Kracht, der Tochter des Gottlob Heinrich und der Christiane von Wiedebach. Sie leistete am 16. Juni 1780 den Lehenseid und verpachtete Türkendorf an Johann Gottfried Böhme. Margarethe Elisabeth von Kracht verkaufte Türkendorf jedoch schon 1782 an den Kammerkommissionsrat Carl Friedrich Flack (oder Flach, Fleck) weiter, der am 11. Oktober 1782 den Lehnseid leistete. 1792 umfasste der Anteil des Rittergutes vier Bauern, vier Halbbauern und vier Büdner, zum Amt Spremberg gehörten zwei Bauern. 1797 war Türkendorf im Besitz eines NN. Friedrich.

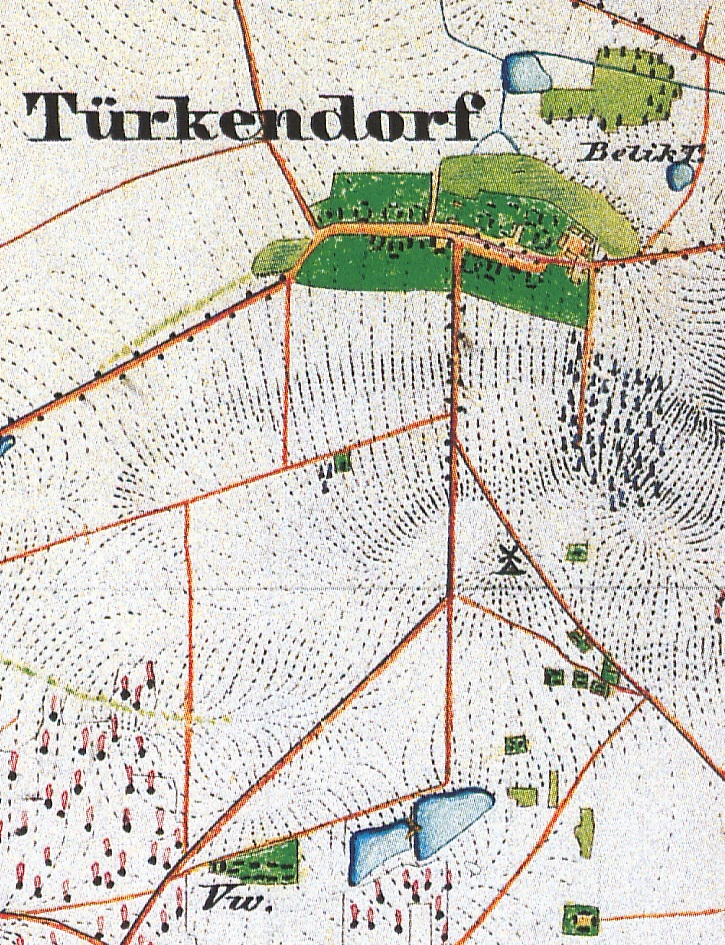
Türkendorf auf dem Urmesstischblatt 4452 Spremberg von 1846

### 19. bis 20. Jahrhundert
Etwa seit 1804 gehörte Türkendorf dem königlich-preußischen und hannoveranischen Major Preisgott Friedrich Erdmann von Obernitz (1766–1818) auf Brodtkowitz, Klein Gaglow und seit 1804 Stoßdorf. Der General Albert von Obernitz, Sohn des Preisgott Friedrich Erdmann wurde 1804 in Türkendorf geboren. Doch auch Preisgott Friedrich Erdmann von Obernitz behielt Türkendorf nicht lange. 1810 verkaufte er Türkendorf an den sächsischen General-Accise-Inspektor auf Forst Johann Wilhelm Drabizius auf Zelz. Er wurde 1811 geadelt und durfte sich danach von Drabizius nennen. Erbe war sein Sohn Franz von Drabizius, Königlich-Preußischer Regierungs- und Forstrat, der Türkendorf 1815 an einen NN Puscher veräußerte. 1819 gehörte Türkendorf dem Glasfactor Ignatz Seedel.
1820 beschreibt die  Topographisch-statistische Uebersicht des Regierungsbezirks Frankfurth a. d. O. von 1820 Türkendorf wie folgt: „adl. Dorf und Vorwerk“ mit 20 Wohnhäusern und 156 Einwohner. Türkendorfer Vorwerk, Häuslerwohnungen mit 5 Wohnhäusern und 17 Einwohnern, Türkerdorfer Anbau, Windmühle und Ziegelei 3 Wohnhäuser und 11 Einwohner. Der Besitzer des Rittergutes ist in diesem Werk nicht genannt. Insgesamt hatte Türkendorf somit 184 Einwohner und 28 Wohnhäuser. 1823 wohnten vier Bauern, fünf Gärtner und zwei Büdner in Türkendorf, die unter dem Gericht des Rittergutbesitzers standen sowie zwei Bauern unter dem Amt Spremberg.
1824 verkaufte Franz von Drabizius Türkendorf an Friedrich Wilhelm Louis Grohmann. 1825 wurden die Dienste der Untertanen in Türkendorf reguliert. Das Rittergut Türkendorf wurde 1826 erneut zum Verkauf angeboten. Ob es tatsächlich verkauft wurde, und wenn an wen ließ sich bisher nicht klären.
1832 ging das Gut Türkendorf in Konkurs. Aus der Konkursmasse kaufte Ferdinand Gottlob Hubert, Oberamtsrat in Cottbus Türkendorf für 15.050 Taler für seine Schwester Johanna, die unverheiratet blieb. Johanna Hubert ist als Besitzerin von Türkendorf bis 1879 nachgewiesen. 1844 wird Türkendorf als Dorf mit einer Windmühle, 34 Wohnhäusern und 206 Einwohnern beschrieben. Als Besitzern ist ausdrücklich Johanne Hubert genannt.
Berghaus gibt die Größe des Rittergutes Türkendorf (für das Jahr 1853) mit 1106 Morgen 175 Quadratruten an, davon waren 492 Morgen 47 Quadratruten Acker, 18 Morgen 65 Quadratruten Wiese und 498 Morgen 140 Quadratruten Wald. Die Schatzung betrug 900 Gulden, als Besitzerin nennt Berghaus Johanna Hubert, seit 1832. Auch Adolph Frantz nennt 1861 als Besitzer ein Frl. Hubert. 1856 wurde das Gut von einem Inspektor Vogel geführt.
1863/64 wurde ein Begräbnisplatz in Türkendorf angelegt. Das Topographisch-statistische Handbuch des Regierungs-Bezirks Frankfurt a. O.  von 1867 beschreibt Türkendorf als Dorf mit einer Windmühle, fünf ausgebauten Gehöften, genannt Vorwerk, acht ausgebauten Gehöften auf dem Berge genannt, und zwei ausgebauten Gehöften, 36 Wohnhäusern, 227 Einwohnern, Besitzerin: Johanne Hubert daselbst.
1871 hatte Türkendorf (Gemeinde- und Gutsbezirk im Dorf und drei Wohnplätze etwas außerhalb des Dorfes im Gemeindebezirk) 31 Wohnhäuser und 220 Einwohner, 1867 waren es noch 228 Einwohner gewesen. Im Gemeindebezirk des Dorfes selber standen 15 Häuser, die 85 Bewohnern hatten. In den Ausbauten auf dem Berge standen 2 Wohnhäuser mit 9 Bewohnern. Auf dem Mühlberg waren es immerhin 9 Wohnhäuser und 59 Bewohner und im Vorwerk zählte man 5 Wohnhäuser und 25 Bewohner. Dazu kam noch der Gutsbezirk mit 4 Wohnhäusern und 42 Einwohnern.
Auch das General-Adressbuch der Ritterguts- und Gutsbesitzer im Deutschen Reiche von 1879 nennt als Besitzerin noch Fräulein Hubert. Das Gut hatte eine Gesamtgröße von 258,39 ha, davon 75,26 ha Acker, 5,22 ha Wiese, 20,67 ha Hutung, 151,31 ha Wald und 5,93 ha Wasser. Der Grundsteuerreinertrag betrug 1721,38 Mark.
1885 gehörte Türkendorf der Auguste von Villeneuve geb. von Reinsperg'sche Erben. Am 17. Dezember 1862 hatte Auguste von Reinsperg, Tochter des Theodor von Reinsperg und der Caroline geb. Hubert den Rudolph Friedrich Wilhelm Johannes d’Houdan de Villeneuve in Drebkau geheiratet. Sie erbte später das Gut Bloischdorf und nach dem Tod ihrer unverheirateten Tante Johanne Hubert auch Türkendorf. Die Gesamtgröße des Rittergutes Türkendorf ist nun mit 264 ha angegeben, davon 77 ha Acker, 5 ha Wiesen, 21 ha Hutung, 155 ha Wald und 6 ha Wasser. Der Grundsteuerreinertrag ist nun mit 1621 beziffert. Danach wurde Türkendorf Spekulationsobjekt. 1884 verkauften die Auguste von Villeneuve geb. von Reinsperg'sche Erben Türkendorf an einen NN Mißbach. 1887 verkaufte dieser Türkendorf weiter an einen NN Helwig. 1892 wurde Türkendorf weiter an einen NN. Wagner bzw. eine Frau Wagner veräußert. Von 1893 war Türkendorf im Besitz einer Frau Tasche. 1896 bis 1898 gehörte Türkendorf einem NN. Schütze 1898 folgte ihm ein NN Schilka, und im Jahr darauf ein NN Kerstan. 1900 war Türkendorf im Besitz eines NN. Bethge, der noch im selben Jahr das Gut an Julius Hugo Böhm weiter verkaufte. Auch 1903 war Türkendorf (noch) im Besitz des Julius Böhm, dem auch das Gut im benachbarten Bloischdorf gehörte.
Julius Böhm verkaufte Türkendorf 1903 an Hermann Müller, den Niekammers Güter-Adressbuch der Provinz Brandenburg von 1907 als Besitzer nennt. Dieser war auch noch 1929 im Besitz von Türkendorf. Allerdings umfasste das Gut schon 1914 nur noch 119 ha, davon 50 ha Acker, 1,5 ha Wiesen, 65 ha Wald, 2 ha Unland und 0,5 ha Wasser. Damals standen 6 Pferde, 40 Stück Rindvieh, davon 22 Kühe und 25 Schweine auf dem Hof. 1921 bildete sich die Elektrizitäts- und Maschinengenossenschaft eGmbH Türkendorf.
Türkendorf ist auch heute noch vorrangig von der landwirtschaftlichen Nutzung der Gemarkung geprägt.
| Bevölkerungsentwicklung von 1755 bis 2018 | Bevölkerungsentwicklung von 1755 bis 2018 | Bevölkerungsentwicklung von 1755 bis 2018 | Bevölkerungsentwicklung von 1755 bis 2018 | Bevölkerungsentwicklung von 1755 bis 2018 | Bevölkerungsentwicklung von 1755 bis 2018 | Bevölkerungsentwicklung von 1755 bis 2018 | Bevölkerungsentwicklung von 1755 bis 2018 | Bevölkerungsentwicklung von 1755 bis 2018 | Bevölkerungsentwicklung von 1755 bis 2018 | Bevölkerungsentwicklung von 1755 bis 2018 | Bevölkerungsentwicklung von 1755 bis 2018 | Bevölkerungsentwicklung von 1755 bis 2018 | Bevölkerungsentwicklung von 1755 bis 2018 | Bevölkerungsentwicklung von 1755 bis 2018 | Bevölkerungsentwicklung von 1755 bis 2018 | Bevölkerungsentwicklung von 1755 bis 2018 | Bevölkerungsentwicklung von 1755 bis 2018 | Bevölkerungsentwicklung von 1755 bis 2018 |
| ----------------------------------------- | ----------------------------------------- | ----------------------------------------- | ----------------------------------------- | ----------------------------------------- | ----------------------------------------- | ----------------------------------------- | ----------------------------------------- | ----------------------------------------- | ----------------------------------------- | ----------------------------------------- | ----------------------------------------- | ----------------------------------------- | ----------------------------------------- | ----------------------------------------- | ----------------------------------------- | ----------------------------------------- | ----------------------------------------- | ----------------------------------------- |
| Jahr                                      | 1755                                      | 1818                                      | 1846                                      | 1858                                      | 1871                                      | 1890                                      | 1900                                      | 1910                                      | 1925                                      | 1939                                      | 1946                                      | 1950                                      | 1964                                      | 1971                                      | 1981                                      | 1991                                      | 2001                                      | 2018                                      |
| Einwohner                                 | 104                                       | 136                                       | 215                                       | 222                                       | 220                                       | 209                                       | 216                                       | 226                                       | 206                                       | 190                                       | 182                                       | 190                                       | 202                                       | 200                                       | 165                                       | 155                                       | 152                                       | 124                                       |

### Kommunale Geschichte
Türkendorf liegt in der historischen Landschaft der Niederlausitz, die aus der mittelalterlichen Markgrafschaft Lausitz hervorging. Mit der Herausbildung der Kreise in der Niederlausitz kam Türkendorf zum Sprembergischen Kreis. 1635 kam die Niederlausitz als böhmisches Lehen an Kursachsen. 1657 wurde die Niederlausitz Teil des Sekundogeniturfürstentum Sachsen-Merseburg, das 1738 wieder an das Kurfürstentum Sachsen fiel.
Nach dem Wiener Kongress kam Türkendorf 1815 zusammen mit der Niederlausitz an das Königreich Preußen. In der Kreisreform von 1816 wurde Wadelsdorf zunächst dem Kreis Spremberg-Hoyerswerda zugewiesen, der aber bereits zu Ende des Jahres 1824 wieder aufgelöst wurde. Türkendorf kam danach wieder zum Landkreis Spremberg, der bis 1952 Bestand hatte. Am 25. Juli 1952 wurde die Gemeinde Wadelsdorf dem neu gebildeten Kreis Spremberg im Bezirk Cottbus zugeordnet, der nach der Wende 1990 noch in Landkreis Spremberg umbenannt wurde. Nach der Kreisreform in Brandenburg am 6. Dezember 1993 kam Wadelsdorf zum neu gebildeten Landkreis Spree-Neiße.
Mitte des 19. Jahrhunderts war Wadelsdorf in einem Gemeinde- und Gutsbezirk geteilt, wobei der Gutsbezirk 1054 ha umfasste, der Gemeindebezirk 1150 ha. Mit der Bildung der Amtsbezirke in Brandenburg 1874 wurde Türkendorf dem Amtsbezirk 4 Bagenz des Kreises Spremberg zugewiesen. Amtsvorsteher war Rittergutbesitzer und Leutnant Baron von dem Knesebeck in Bagenz.
Mit der Bildung der Ämter im Land Brandenburg schloss sich Türkendorf 1992 zusammen mit 13 anderen Gemeinden zum Amt Hornow/Simmersdorf zusammen. Zum 31. Dezember 2002/1. Januar 2003 wurde Türkendorf neben drei anderen Gemeinden des Amtes Hornow/Simmersdorf in die Stadt Spremberg eingemeindet. zum 5. März 2003 wurde das Amt Hornow-Simmersdorf durch Anordnung des Ministeriums des Innern des Landes Brandenburg aufgelöst. Seit 2003 ist Türkendorf nun ein Ortsteil von Spremberg. Im Ort wird ein Ortsbeirat bestehend aus drei Mitgliedern gewählt, die aus ihrer Mitte den Ortsvorsteher und den Stellvertreter wählen. Ortsvorsteher (2019) ist Maik Klausch.

### Kirchliche Geschichte
Türkendorf hat (und hatte) keine Kirche, war nach Groß Luja eingepfarrt. Die evangelische Kirchengemeinde gehört zu Groß Luja/Graustein in der Evangelischen Kirche Berlin-Brandenburg-schlesische Oberlausitz.

### Die Türkendorfer Windmühle
Die Türkendorfer Windmühle stand an der Grausteiner Straße, etwas entfernt vom heutigen Wohnplatz Mühlberg (Lange:). Sie war 1818 bereits vorhanden.
In den Jahren 1845/47 wurde der Mahlzwang der Türkendorfer Bauern auf die Windmühle in Türkendorf abgeschafft. der Türkendorfer Mühlenbesitzer Dubian erhielt eine Entschädigung für die Aufhebung des Mahlzwanges. Im Messtischblatt 1:25.000 4452 Spremberg von 1940 ist die Windmühle noch eingezeichnet. Wann genau sie abgerissen wurde, ist nicht bekannt.

## Der Niedergang der wendischen/sorbischen Sprache
1850 waren von 224 Einwohnern noch 213 wendischsprachig, mithin 95 %. 1867 waren es von 228 Einwohnern immerhin noch 206 Einwohner und damit noch 90 %. 1879 hatte Türkendorf laut Arnošt Muka nur eine deutsche Einwohnerin, alle anderen Einwohner waren Sorben. In der Kirchengemeinde Groß Luja, zu der Türkendorf gehörte, wurden damals sowohl deutsch- als auch sorbischsprachige Gottesdienste abgehalten. Auch 1884 waren 202 der 203 Einwohner Türkendorfs Sorben. Unter anderem aufgrund der Einführung von deutschsprachigem Schulunterricht ging der Anteil an Sorbisch sprechenden Einwohnern danach immer weiter zurück. 1956 konnten nur noch neun der damals 189 Einwohner Sorbisch.

## Denkmale und Sehenswürdigkeiten
Dir Denkmalliste des Landes Brandenburg für den Landkreis Spree-Neiße führt nur ein einziges Bodendenkmal auf:
- Nr. 120349 Flur 1: der Dorfkern der Neuzeit, der Dorfkern des deutschen Mittelalter

## Persönlichkeiten
- Albert von Obernitz (1804–1879), preußischer Generalmajor